# 普魯特河
普魯特河（烏克蘭語：Прут）是多瑙河最後的大支流，全長953公里，流域面積27,500平方公里。
起源於烏克蘭喀爾巴阡山脈，先往北，再向東南，一小段成為與羅馬尼亞之間的邊界。後成為羅與摩爾多瓦的界河，最後在加拉茨以東注入多瑙河。在1940年以前全河皆在羅馬尼亞境內。